# Aeroportul Napakiak
Aeroportul Napakiak (IATA: WNA, ICAO: PANA, FAA LID: WNA) este un aeroport din Alaska, Statele Unite ale Americii ce deservește zona Napakiak⁠(d). Aeroportul a fost tranzitat în 2019 de 3.564 de pasageri. A fost numit după zona deservită.
Situat la o altitudine de 5 m, aeroportul dispune de 1 pistă. Este operat de Alaska Department of Transportation & Public Facilities⁠(d).

## Infrastructură

### Piste
Aeroportul dispune de o singură pistă. Pista 16/34 are suprafața de pietriș și dimensiunile 3.248 picioare × 60 picioare. 